# آرثر هندرسون
آرثر هندرسون (بالإنجليزية: Arthur Henderson) (13 سبتمبر 1863 - 20 أكتوبر 1935) هو سباك معادن بريطاني وسياسي ينتمي إلى حزب العمال. كان أول وزير ينتمي إلى حزب العمال، وفاز بجائزة نوبل للسلام في عام 1934، وخدم ثلاث فترات منفصلة كرئيس لحزب العمال في ثلاثة عقود مختلفة. تمتع بشعبية كبيرة بين زملائه الذين أطلقوا عليه اسم «العم آرثر» تقديراً لنزاهته وتفانيه تجاه هدفهم ورباطة جأشه. لقد كان شخصية انتقالية ذو سياسات قريبة من سياسات الحزب الليبرالي. رفضت النقابات العمالية تأكيده على التحكيم والتسوية، وأحبطت هدفه المتمثل في توحيد حزب العمال والنقابات.
شغل منصب وزير الخارجية بين 1929 و1931. تحصل على جائزة نوبل للسلام سنة 1934 لترأسه مؤتمر جنيف لنزع الأسلحة.

## بدايات حياته
ولد آرثر هندرسون في 10 شارع باترسون بمنطقة أندرستون في مدينة غلاسكو باسكتلندا، في عام 1863، لأمه أغنيس وهي خادمة منازل، وأبيه ديفيد هندرسون، وهو عامل نسيج توفي عندما كان آرثر في العاشرة من عمره. بعد وفاة والده، انتقل هندرسون إلى نيوكاسل أبون تاين في شمال شرق إنجلترا، حيث تزوجت أمه أغنيس لاحقًا من روبرت هيث.
عمل هندرسون في شركة روبرت ستيفنسون وأولاده للمسابك العامة بداية من سن الثانية عشرة. بعد انتهاءه من تدريبه المهني هناك عندما كان يبلغ سبعة عشر عامًا، انتقل إلى ساوثامبتون لمدة عام ثم عاد للعمل في صهر الحديد (نوع من أعمال سبك المعادن) في نيوكاسل أبون تاين.
أصبح هندرسون ميثودي في عام 1879 (كان أبرشاني قبل ذلك) وأصبح واعظًا محليًا. ثم بعد فقدانه وظيفته في عام 1884، ركز على الوعظ.

## رئاسته للنقابة
في عام 1892، دخل هندرسون إلى عالم السياسة النقابية المعقد عندما اُنتخب كمنظم مدفوع الأجر لصالح الجمعية الاجتماعية لمُسبكي الحديد. كما أصبح أيضًا مندوبًا في مجلس التسوية في الشمال الشرقي. رأي هندرسون أن الإضرابات تسببت في أضرار أكبر مما كانت تستحق، وحاول تجنبها قدر المستطاع. لهذا السبب، عارض تشكيل الاتحاد العام لنقابات العمال، لأنه كان مقتنعًا بأنه سيؤدي إلى مزيد من الإضرابات.

## حزب العمال
في عام 1900 كان هندرسون واحدًا من بين 129 من المندوبين النقابيين والاشتراكيين الذين وافقوا على اقتراح كير هاردي لإنشاء لجنة التمثيل العمالي. في عام 1903، اُنتخب هندرسون أمينًا لصندوق لجنة التمثيل العمالي، كما اُنتخب أيضًا كعضو في البرلمان عن قلعة برنارد كاسل في الانتخابات الفرعية. بين 1903 و1904، شغل هندرسون منصب عمدة دارلينغتون في مقاطعة دُورم.
في عام 1906، غيرت لجنة التمثيل العمالي اسمها إلى حزب العمال وفازت بـ 29 مقعدًا في الانتخابات العامة. في عام 1908، عندما استقال هاردي من رئاسته لحزب العمال، اُنتخب هندرسون ليحل محله. وبقي على رأس الحزب حتى استقالته بعد هذا عامين، في عام 1910.

## وزيرًا في الحكومة
في عام 1914 اندلعت الحرب العالمية الأولى واستقال رامزي ماكدونالد من قيادة حزب العمال احتجاجًا على ذلك. واُنتخب هندرسون ليحل محله.
في عام 1915، بعد قرار رئيس الوزراء إتش. إتش. أسكويث بتشكيل حكومة ائتلافية، أصبح هندرسون أول عضو في حزب العمال يصبح عضوًا في مجلس الوزراء، بصفته رئيسًا لمجلس التعليم.
في عام 1916، أجبر ديفيد لويد جورج أسكويث على الاستقالة وأخذ مكانه كرئيس للوزراء. أصبح هندرسون عضوًا في مجلس الوزراء الصغير أثناء الحرب بمنصب وزير بلا حقيبة. (كان ممثلو حزب العمال الآخرون الذين انضموا إلى هندرسون في حكومة ائتلاف لويد جورج هم جون هودج، الذي أصبح وزيراً للعمل، وجورج بارنز، الذي أصبح وزيراً للمعاشات التقاعدية). استقال هندرسون في أغسطس 1917 بعد أن رفض مجلس الوزراء اقتراحه بعقد مؤتمر دولي بخصوص الحرب.
حول هندرسون اهتمامه إلى بناء شبكة دعم قوية قائمة على جمهور ناخبين حزب العمال الذي امتلك في السابق القليل من التنظيم الوطني، والذي اعتمد بشكل كبير على الفروع النقابية والمجتمعات الاشتراكية. من خلال عمله مع رامزي ماكدونالد وسيدني ويب، أسس هندرسون في عام 1918 شبكة وطنية من المنظمات القائمة على الدوائر الانتخابية. والتي عملت بشكل منفصل عن النقابات العمالية واللجنة التنفيذية الوطنية وكانوا منفتحين لكل من يتعاطف مع سياسات الحزب. ثم حصل هندرسون على ضمان اعتماد بيان شامل لسياسات الحزب، بصيغته التي أعدها سيدني ويب. وظل هو منصة العمل الأساسية حتى عام 1950 تحت اسم «العمل والنظام الاجتماعي الجديد». وأُعلن عنه كحزب اشتراكي تضمنت مبادئه الحد الأدنى المضمون للمعيشة لكل الأفراد، وتأميم الصناعة، وفرض ضرائب كبيرة على ذوي الدخول الكبيرة وأصحاب الثروات.

## روابط خارجية
- آرثر هندرسون على موقع الموسوعة البريطانية (الإنجليزية)
- آرثر هندرسون على موقع مونزينجر (الألمانية)
- آرثر هندرسون على موقع إن إن دي بي (الإنجليزية)